# Allalinhorn
Allalinhorn är ett berg i Schweiz.   Det ligger i distriktet Visp och kantonen Valais, i den södra delen av landet. Toppen på Allalinhorn är 4 027 meter över havet.
Den högsta punkten i närheten är Täschhorn, 4 491 meter över havet, 5,1 km nordväst om Allalinhorn. Linbanor till andra berg i närheten börjar i Saas-Fee.
Trakten runt Allalinhorn består i huvudsak av kala bergstoppar och isformationer.
Enligt en omstridd teori är bergets namn bildat av den latinska beteckningen för liten örn (Aquilina). Vid nordöstra sidan av berget etablerades en underjordisk bergbana samt flera linbanor. Vid bergbanans högsta punkt finns dessutom en roterande restaurang. Den första bestigningen av berget utfördes 28 augusti 1856 av Franz-Josef Andermatten och Johann Josef Imseng. R. Bracken nådde toppen 1907 för första gången under vintern.